# International Bauxite Association
De International Bauxite Association (IBA) is een internationale organisatie van bauxietproducerende landen.
In 1972 tekenden Suriname en Jamaica een overeenkomst om te komen tot een gezamenlijke prijspolitiek voor bauxiet, met het doel hogere prijzen te kunnen vragen. Vrij snel daarna sloten zich nog enkele landen aan, waarbij OPEC model stond om voor bauxietproducerende landen een vergelijkbare organisatie op te zetten. Vervolgens tekenden Suriname, Jamaica, Guyana, Guinee, Joegoslavië, Australië en Sierra Leone op 4 april 2017 een verdrag dat met de ratificering door het laatste land op 29 juli 1975 in werking trad. Ondertussen was ook Indonesië toegetreden. De Surinamer Henri Guda was de eerste secretaris-generaal van de IBA.
De associatie kent een Raad van Ministers en wordt geleid door een bestuur met daarin twee leden van elke lidstaat. Het secretariaat kent als belangrijkste twee afdelingen, vertaald: Administratie & Financiën en Economie & Technische Informatie. Het hoofdkantoor staat in Kingston in Jamaica.